# 加藤神社

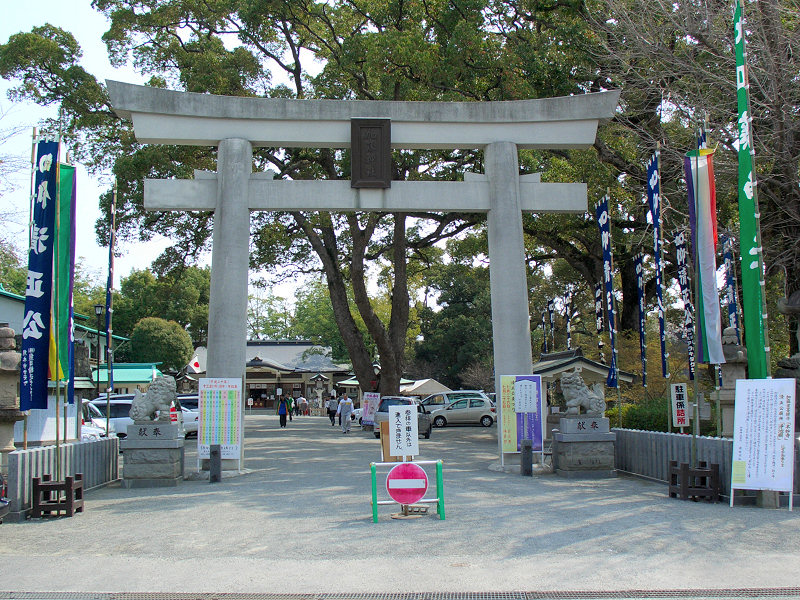
鳥居

加藤神社（かとうじんじゃ）は、熊本県熊本市の熊本城内にある神社である。
正月三が日の参拝者数は年々増加しており、藤崎八旛宮に匹敵する人数となっている。

## 祭神
加藤清正公を主祭神とし、祭神に殉じた大木兼能公、韓人（朝鮮人）金官（きんかん）公を配祀する。

## 歴史
元は慶長16年（1611年）の清正の歿後に清正を祀った浄池廟であった。慶長19年（1614年）、火災で焼失した本妙寺が浄地廟に移された。
神仏分離により明治元年（1868年）、浄地廟の儀式を神式で行うこととなり、同4年、浄池廟・本妙寺より神社を分け、熊本城内に社殿を造営して錦山神社（にしきやまじんじゃ）とした。場所は大天守、小天守、宇土櫓に囲まれた平左衛門丸である。同年、大木兼能と金官を合祀した。同7年、熊本城内に熊本鎮台が置かれるのに伴い、城外の新堀町（現在の京町一丁目）に遷座し、翌8年県社列格、同10年2月、西南戦争により社殿を焼失し（神体は健軍神社に避難していた）、明治17年に再建した。明治42年（1909年）に、錦山神社から加藤神社に改称された。乃木希典も加藤清正を信仰していたこともあり、各地に分霊を祀る加藤神社ができた。同44年にはハワイに、大正3年（1914年）には日本統治下の朝鮮・京城府（現 大韓民国ソウル特別市）に当社の分霊を祀る加藤神社が創建された（京城府の加藤神社は戦後に廃社。跡地は聖山教会になっている）。加藤清正を祭る神社は一時90社を数えるが、一部例外（鹿児島県など）を除き全国的に分布し、その約半分は熊本県にある。昭和27年（1952年）、宗教法人加藤神社となった。同37年、道路改修のため、熊本城内の現在地に遷座した。

## 関連図書
- 白井永二・土岐昌訓編集『神社辞典』東京堂出版、1979年、97-98頁
- 鈴木喬『熊本の神社と寺院』熊本日日新聞社、1980年、24-25頁
- 日本歴史地名大系44『熊本県の地名』平凡社、1985年、409-410頁
- 角川日本地名大辞典編纂委員会編『角川日本地名大辞典43 熊本県』角川書店、1987年、301-302頁

## 交通アクセス
- 熊本市電A系統・B系統 熊本城・市役所前停留場より徒歩8分（630m）
- 熊本桜町バスターミナルより九州産交バス山鹿方面・玉名方面の路線に乗車し「家庭裁判所前」下車すぐ
- 九州自動車道熊本インターチェンジより8.5㎞